# Banankontakt (musikal)
Banankontakt, egentligen "Trazan och Banarne - Banankontakt" är en svensk musikal från 2006 med libretto av Lasse Åberg och musik av Janne Schaffer och Björn J:son Lindh. Den utgår ifrån karaktärerna Trazan och Banarne, och musiken kommer bland annat från deras band Electric Banana Band. Musikalen hade premiär på Malmö Opera 11 september 2006 och spelades där hösten 2006 i regi av Sven-Åke Gustavsson. En nyuppsättning gick som sverigeturné under 2021-2022.
Musiken är även släppt som ett dubbelalbum med Malmö Operaorkester, kallat Musikaltajm. Albumet innehåller även originalinspelningar av en del välkända låtar från Electric Banana Band, såsom Zvampen, Min Piraya Maja och Banankontakt.

## Handling
Musikalen går i Trazan och Banarnes anda, det vill säga den utspelas i djungeln bland olika djur.
Historien kretsar kring Fröken Öken, som köper upp regnskogens mark för att skövla den. Men mitt i skogen bor Trazan och Banarne som vägrar sälja sin lilla trädkoja. I kojan bor även pirayan Maja och den köttätande växten Roger (som är vegetarian).

## Rollista
Urupsättningen på Malmö Opera:
- Trazan - Michael Jansson
- Banarne -  Joachim Bergström
- Fröken Öken -  Åsa Fång
- Herr Kameleont -  Christopher Wollter
- Roger -  Karolin Funke
- Kung Lian -  Jonas Åhnberg
- Dolly Gam - Fatima Edell
- Polly Gam -  Agata Kaczorowska

Turné 2021-2022:
- Trazan -  Christian Åkesson

- Banarne -  Nassim Al Fakir
- Herr Kameleont -  Christopher Wollter

## Diskografi
2006: Banankontakt - Musikaltajm Dubbelalbum.